# Piotr Rostenkowski
Piotr Rostenkowski (ur. 1868 prawdopodobnie w Kamienicy, powiat tucholski, zm. 17 czerwca 1936 w Chicago) – działacz polonijny w USA.

## Życiorys
Pochodził z rodziny chłopskiej, pracował jako parobek. W latach 80. XIX wieku wyjechał do USA i zaangażował się w działalność społeczną w środowisku polonijnym. W latach 1913–1918 był prezydentem jednej z większej organizacji polonijnych Zjednoczenia Polskiego Rzymskokatolickiego. Wygłaszał przemówienie na otwarciu polonijnej szkoły podchorążych w Cambridge Springs (Pensylwania, 18 marca 1917). Był ponadto m.in. wiceprzewodniczącym Polskiego Centralnego Komitetu Ratunkowego, skarbnikiem Wydziału Narodowego, skarbnikiem Zjednoczenia Polskiego Rzymskokatolickiego (1925–1929). Po I wojnie światowej odwiedzał rodzinną Kamienicę, łożąc na wyposażenie miejscowego kościoła. Był odznaczony m.in. krzyżem Orderu Polonia Restituta.
Z małżeństwa z Katarzyną z Gierszów miał kilkoro dzieci, m.in. syna Józefa Piotra, działacza Polonii amerykańskiej i Partii Demokratycznej, radnego Chicago. Wnukiem Piotra, a synem Józefa Piotra jest Dan Rostenkowski, były kongresmen Partii Demokratycznej.